# Patronazgo de Sevilla

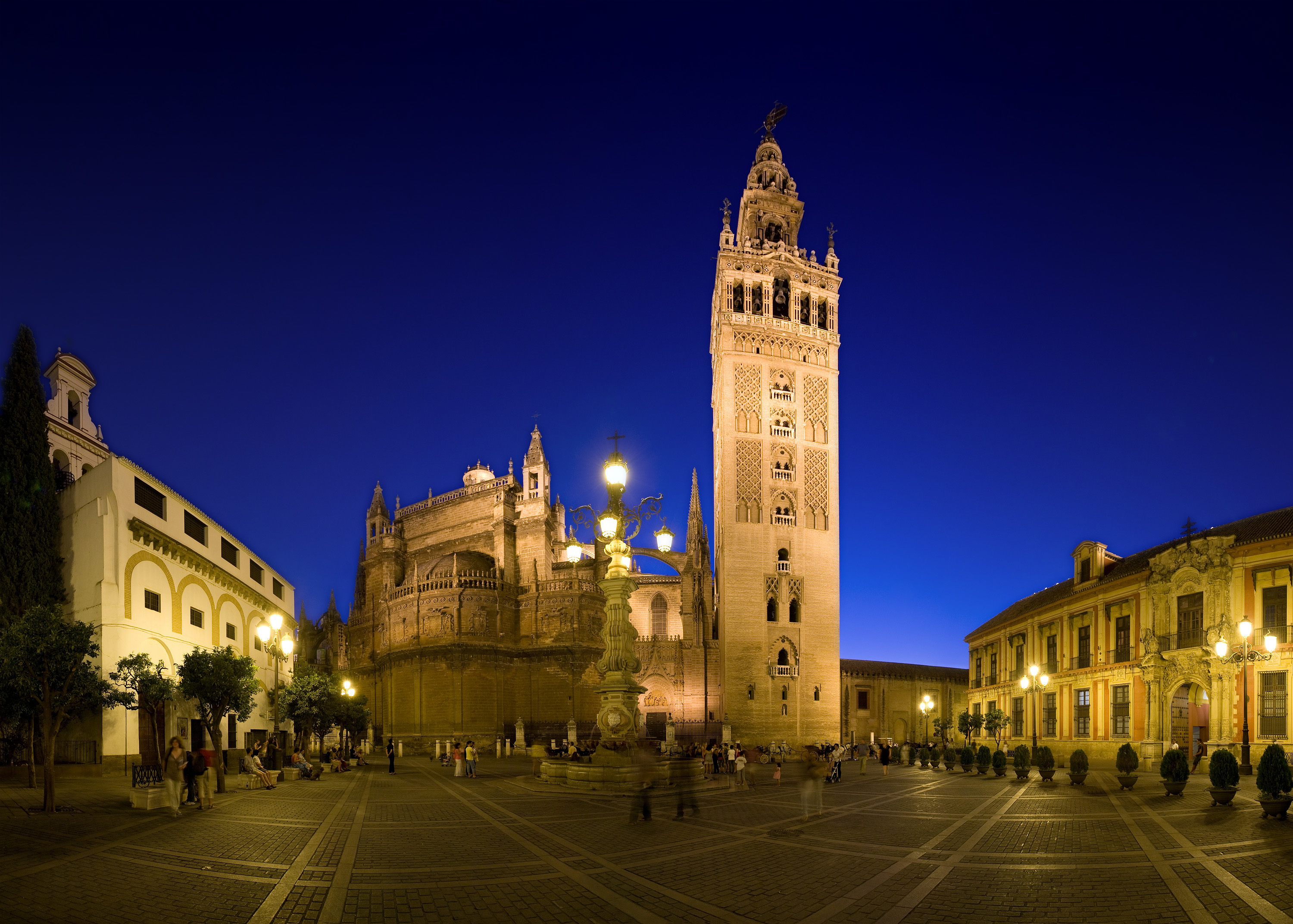
Vista de la plaza de la Virgen de los Reyes con la catedral de Sevilla en primer plano, iglesia mayor de la ciudad y cabeza de su archidiócesis.

El patronazgo de la ciudad de Sevilla es regido por la Virgen de los Reyes desde tiempos inmemoriales, siendo el germen de la devoción y la cristiandad en la capital hispalense. Hasta que en 1946 fue proclamada de manera oficial como principal patrona de la ciudad y su archidiócesis por el pontífice Pío XII, invalidándose el resto de los patronazgos anteriores. También son considerados copatronos de la ciudad los arzobispos  san Leandro y san Isidoro, el rey san Fernando y las hermanas santas Justa y Rufina.

## Patronazgos a lo largo de la historia

### Virgen del Pilar

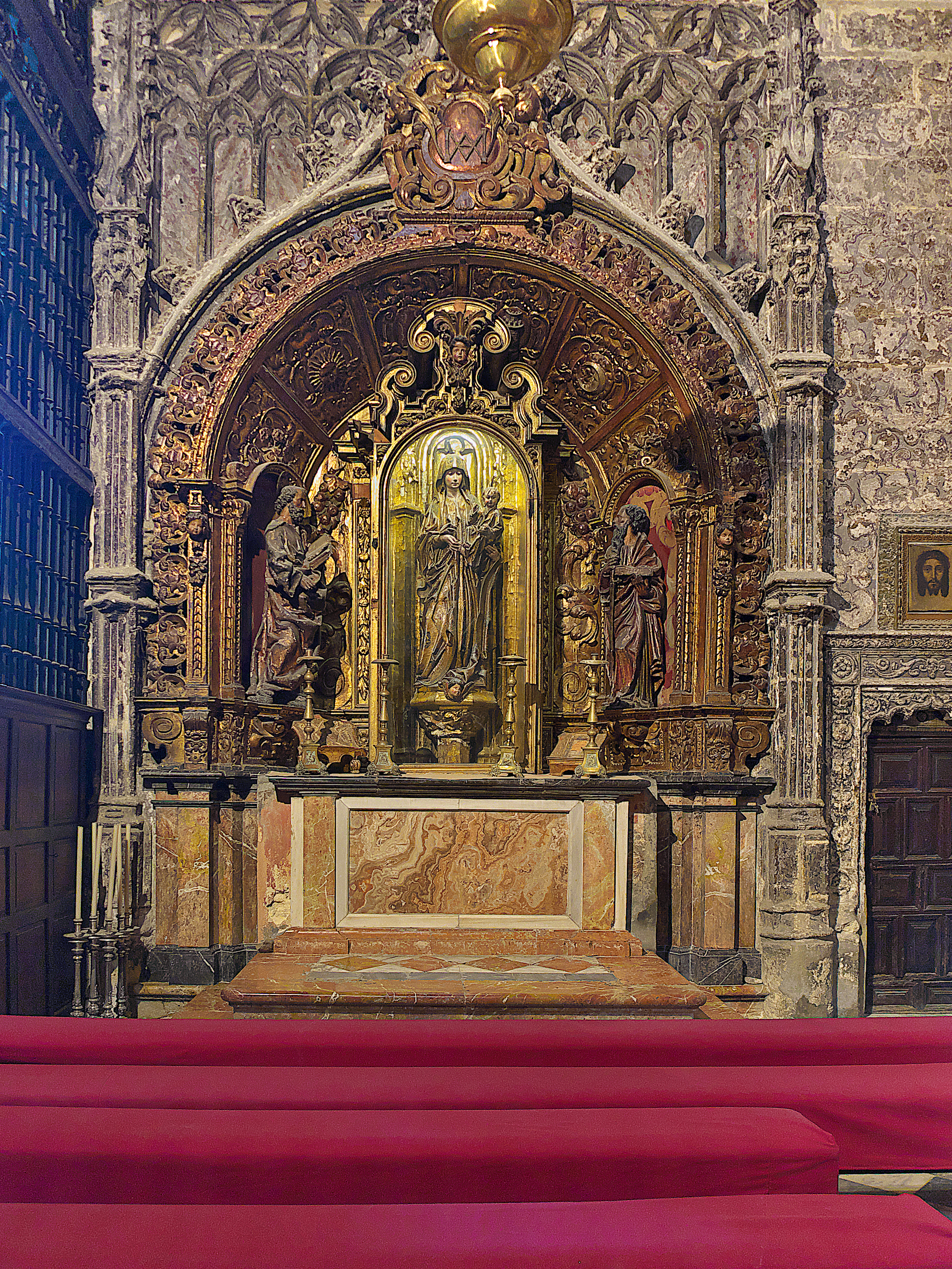
Vista de la capilla del Pilar en la catedral de Sevilla, considerada heredera de la antigua advocación implantada en la ciudad en el.

La primera noticia sobre un patronazgo sobre la ciudad data del siglo I, aunque debe tenerse como incierta, pues procede de los falsos cronicones. Sostienen estos textos que san Pío mártir acompañó al apóstol Santiago a evangelizar la Bética y terminó siendo primer titular de la archidiócesis de Sevilla. En ella hizo una escultura de la Virgen María en barro, sobre una columna o pilar, tal y como ambos religiosos habían visto en una ocasión; la dio el título de Virgen del Pilar, la hizo patrona y protectora de la ciudad y se edificó para ella la primera iglesia cristiana que tuvo Sevilla, a espaldas del circo romano. Cuando la devoción fue aumentando, se levantó en su honor una basílica, sobre cuyos restos hubo de construirse la actual iglesia de San Vicente.
A pesar de la demostrada falsedad de los famosos cronicones, algunos autores contemporáneos continúan dando veracidad a este primer patronato, en el que no solo queda demostrada su falsedad con la inexistencia de san Pío, sino porque la advocación de la Virgen del Pilar fue llevada a la ciudad por los soldados navarros que participaron en la Reconquista de Sevilla con Fernando III de Castilla en 1248.

### San Clemente

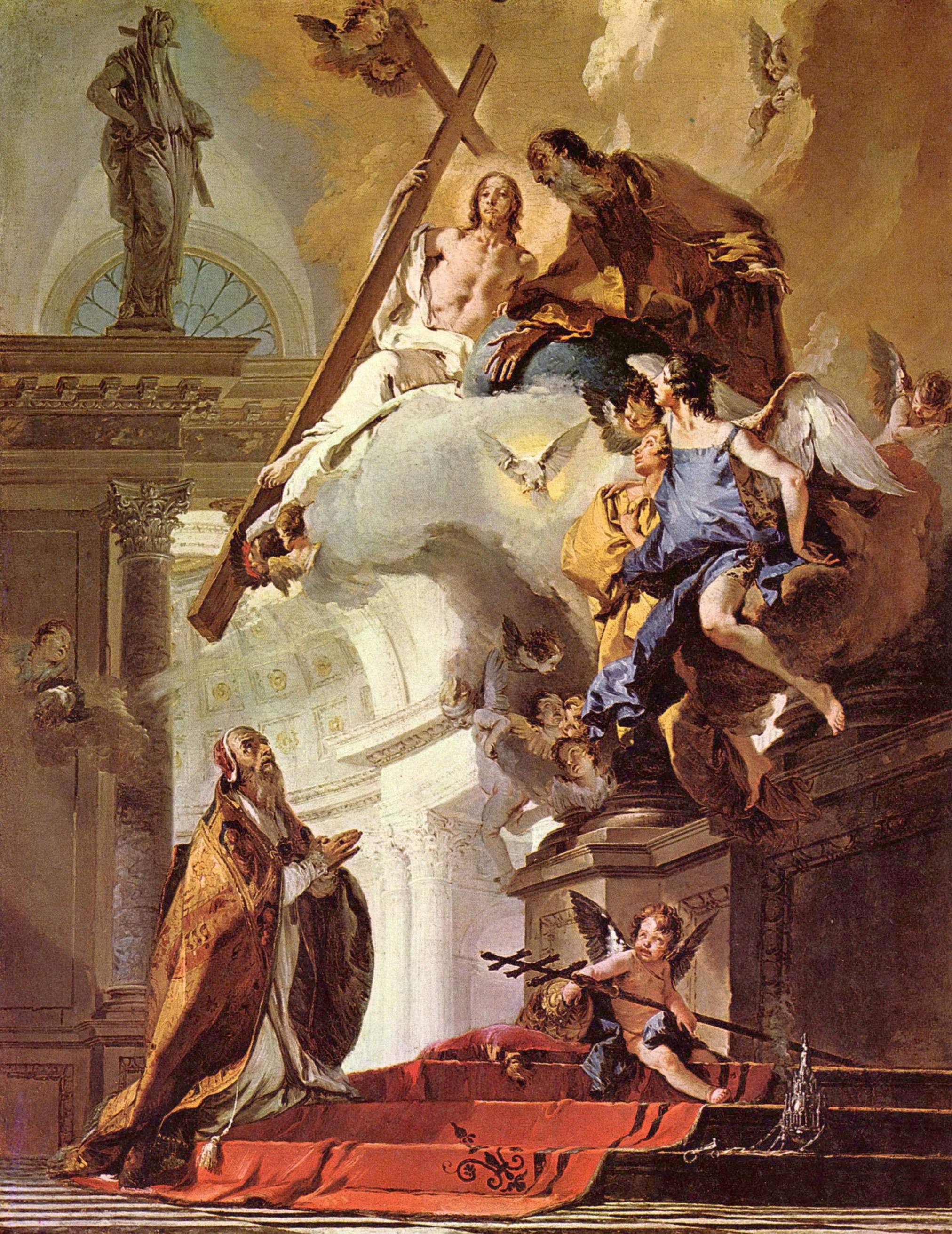
San Clemente, por Tiepolo (Galería Nacional de Londres).

La entrada del rey y sus tropas en la ciudad tuvo lugar el día 23 de noviembre, día de san Clemente, por lo que es posible que desde entonces fuese considerado santo patrón de la ciudad, aunque lo encontramos citado como tal en el año 1579, cuando se trasladan los enseres devocionales, restos mortales de los reyes y otros objetos a la recién terminada Capilla Real de la catedral, en cuyo registro figura «una hechura de cáliz de oro con mucha pedrería, que en las otras viene, traen una reliquia de San Clemente, patrón de Sevilla, que es el que en aquella silla de oro viene sentado, hecho de lo mismo».
Esta reliquia fue donada por Baltasar de los Ríos (m. Roma, 1540), obispo de Scalas, arcediano de Niebla, canónigo de la catedral de Sevilla y gran promotor de las letras, junto con un frontal de terciopelo verde con las armas del pontífice León X, con el fin de ser usado para la festividad de san Clemente.
El rey san Fernando fundó el monasterio de san Clemente tras la conquista, poniéndolo a cargo de la Orden del Císter.

### Santas Justa y Rufina

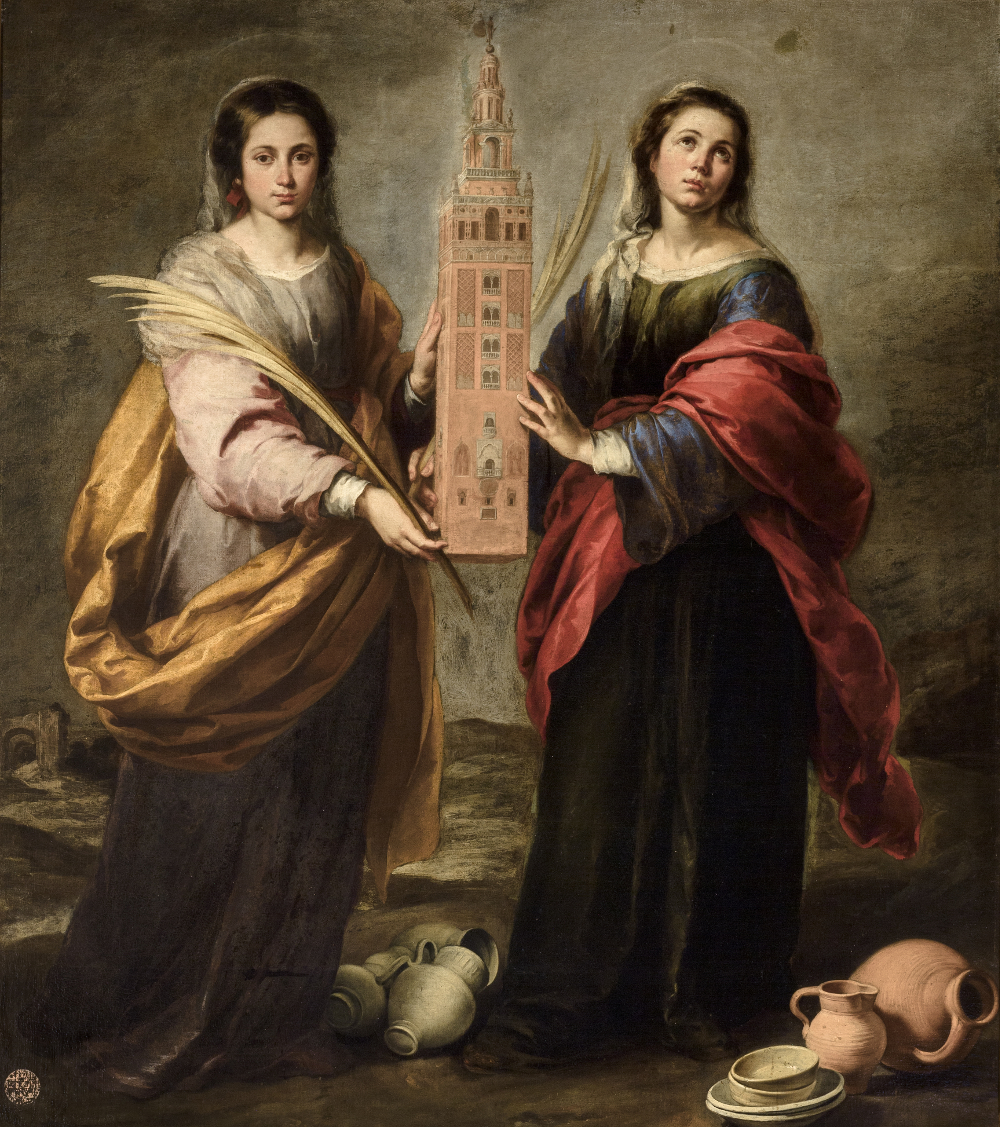
Representación de las hermanas Santa Justa y Santa Rufina, por Murillo (Museo de Bellas Artes de Sevilla).

Las hermanas Justa y Rufina, nacidas en la ciudad en el año 268 y 270 respectivamente, fueron martirizadas en el año 287 por negarse a participar en una fiesta pagana en honor a Venus. Encarceladas por Diogeniano, prefecto de la ciudad, fueron torturadas con el potro y otros instrumentos de tortura con el fin de que abandonasen su fe católica, muriendo sin renegar de sus creencias. Su culto fue difundido oficialmente en la Bética durante el periodo visigodo y se edificó en la ciudad una basílica en su honor.
No se tiene noticia del nombramiento como patronas de la ciudad: mientras unos autores sostienen que tal hecho se produjo en el año 1563, existen otros testimonios que sostienen que ya figuran como tales en 1524, cuando el pontífice León X aprobó un estatuto en el que ordenaba procesión con capa el día de su fiesta.
Son nombradas indistintamente como patronas principales, patronas tutelares, copatronas o copatronas menores de la ciudad por los diferentes autores que tratan acerca del patronazgo. Su festividad se celebra en la ciudad el día 17 de julio.

### San Hermenegildo

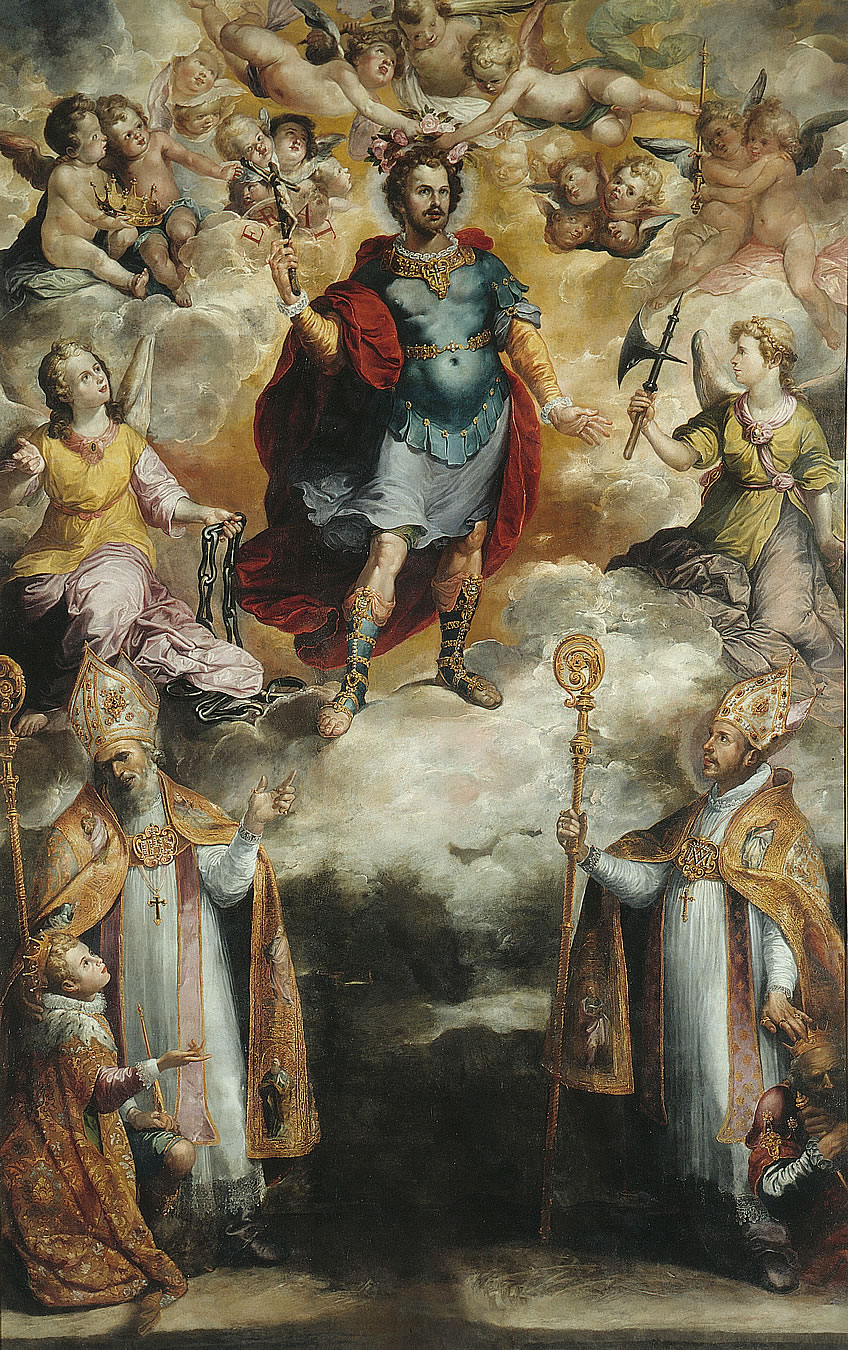
San Hermenegildo, obra de Francisco de Herrera el Viejo (c. 1610, Museo de Bellas Artes de Sevilla).

La devoción por el santo también es muy antigua en la ciudad, y en ella parece que se fundó una hermandad bajo su advocación por la nobleza cristiana que participó en la conquista, y se cree que fueron sus herederos quienes fundaron la Real Maestranza de Caballería de Sevilla en 1670.
Tampoco se conoce la fecha en la que el santo fue declarado patrón, nombramiento que ya recoge Alonso Morgado en su temprana historia de Sevilla, publicada en 1587.
En 1589 se renovó la ermita de San Hermenegildo y algunos nobles de la ciudad instituyeron una cofradía de caballeros bajo su nombre, aludiendo al patronazgo sobre la ciudad. En 1619, Francisco de León publicó su sermón en honor del santo, y Ortiz de Zúñiga en sus Anales (1677) le denomina patrón tutelar. Por el contrario, Enrique Flórez en su obra sobre la Bética (1752), no hace ninguna mención en la biografía del santo sobre su patronazgo.

### Virgen de la Hiniesta
La imagen de la Virgen de la Hiniesta era en el siglo XVI una de las que más devoción profesaba el pueblo sevillano, que realizaba con ella rogativas por la ciudad por motivos determinados, como la que aconteció en 1588 para rogar por la Armada Invencible. La devoción a la imagen alcanzó su clímax en el siglo XVII, y en el año 1649.
Por gozar esta imagen de la Hiniesta en la actualidad únicamente del patronazgo del Ayuntamiento de Sevilla, existe la creencia popular de que siempre fue así, y no lo fue de la ciudad. Sin embargo, existen pruebas documentales que corroboran el patronazgo que sobre la ciudad tuvo la Virgen de la Hiniesta, como un documento sacado a la luz por el historiador Santiago Montoto de Sedas, titulado «Sermon, que a el siempre ilvstre, nobilissimo, secvlar cabildo de esta muy noble, y muy leal ciudad de Sevilla, el dia de la Natividad ocho de Septiembre de efte año de 1725, y primero de la celebre octava, que a Maria Santissima de la Iniesta, Tvtelar, y Patrona de esta Hispalense Civdad, se solemniza en la parroqvial Iglesia del Señor San Jvlian...». Otro documento existente en el que se alude a ella con tal distinción es la narración de una rogativa que se hizo en el año 1704, bajo el título de «Rogativa y fiesta a Nuestra Señora de la Iniesta, patrona de la ciudad de Sevilla, celebrada en la iglesia parroquial del señor San Julián, gloriosa estancia desta santissima imagen por su noble, y devota hermandad, en 13 de mayo deste año de 1704 día tercero de Pascua de Espíritu Santo... ». Durante la petición de adhesiones para elevar a Roma la proclamación del patronato sobre la ciudad de Sevilla de la Virgen de los Reyes, hubo un gran enfrentamiento entre el ayuntamiento de la ciudad y el arzobispado. El Ayuntamiento de Sevilla mantenía que el patronazgo de la Virgen de la Hiniesta era muy anterior al de la Virgen de los Reyes. Aportando documentos del archivo municipal, Manuel Grosso Varcarcel mantuvo una postura totalmente contraria a dicha adhesión. Al final el ayuntamiento consintió sumarse a la petición del patronazgo de la Virgen de los Reyes proclamándola como patrona principal sin menoscabo de patronatos anteriores. El cruce de documentación entre Manuel Grosso y José Sebastián y Bandarán fue recogido en un expediente y publicado por la Hermandad de la Hiniesta, tras la cesión de una copia de los herederos de Grosso.

### San Fernando

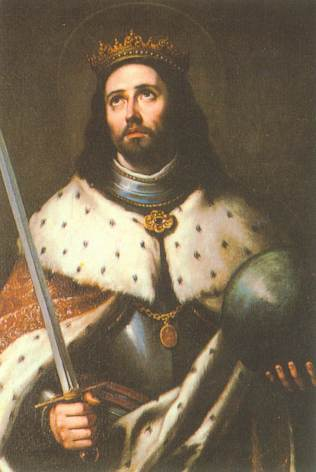
Retrato de San Fernando, obra Murillo en la catedral de Sevilla.

En el año 1679 fue canonizado el rey Fernando III de Castilla como santo de la iglesia católica por el pontífice Clemente X. Desde aquel momento se declaró patrón de la ciudad al rey, que ganó la ciudad para los cristianos en el siglo XIII.

### San Isidoro y san Leandro
Siendo Arzobispo de Sevilla, Luis de la Lastra y Cuesta, se envía un escrito con fecha de 18 de julio de 1686 al papa Pío IX solicitando el patronazgo de la diócesis a san Isidoro de Sevilla. La Santa Sede con fecha del 23 de julio de 1868 nombraba patrón de la diócesis de Sevilla a san Isidoro. Considerándose popularmente patronos de Sevilla, san Isidoro y san Leandro de Sevilla.

### San Sebastián de Narbona
A san Sebastián de Narbona se le consideraba antiguamente patrono de la ciudad, a cuya ermita acudían en una procesión organizada por el cabildo de la catedral hispalense, el 20 de enero, festividad del santo de Narbona. En 1654 los calendarios sevillanos llevaron la novedad de poner el 20 de enero como patrón de la ciudad a san Sebastián, permaneciendo así hasta 1750, en que se tenía por patronos de la ciudad hispalense a san Sebastián y san Fabián.

### Virgen de los Reyes

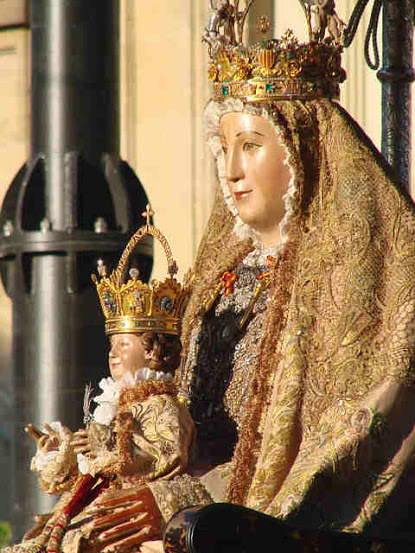
Imagen de la Virgen de los Reyes, (anónimo), principal patrona de la ciudad de Sevilla y su archidiócesis.

Durante el siglo XVI la imagen de la Virgen de los Reyes era sacada en rogativa por la ciudad en diversas circunstancias, pero siempre como imagen de devoción, careciendo de patronazgo alguno; también se hacían con otras imágenes, como el Cristo de San Agustín, o la Virgen de la Hiniesta.
La imagen, coronada canónicamente en 1904, debió de alcanzar mayor devoción popular a partir de 1931, año en que quemaron a la Virgen de la Hiniesta, dejando a la ciudad sin la imagen de su patrona. Este hecho hubo de influir en la súplica que el cabildo catedralicio elevó a la Santa Sede, para que fuese declarada patrona la Virgen de los Reyes. El expediente, firmado por el entonces arzobispo de la ciudad, Pedro Segura y Sáenz, fue respondido mediante un breve de Pío XII por el que la curia romana notificaba que «confirmamos y declaramos a la Santísima Virgen bajo la advocación de Nuestra Señora de los Reyes, principal patrona ante Dios de la ciudad y Archidiócesis de Sevilla», fechado en Roma el 15 de agosto de 1946.
En el año 1939 se le habían concedido honores de capitán general y en 1958 le fue impuesta la medalla de oro de la ciudad.

### Otros patronazgos
Existen en la bibliografía sevillana algunas noticias acerca de otros patronatos adoptados por la ciudad y sus instituciones. Así, el arzobispo Raimundo de Losana, que ocupó el cargo entre 1259 y 1288, declaró en su tiempo patrona de la sede episcopal de la ciudad a la Virgen de la Sede.
Además, Félix González de León en su obra publicada en 1839 alude a san Laureano como patrón de la ciudad, aunque Ortiz de Zúñiga no le adjudica este patronato en sus Anales (1677) cuando habla sobre la polémica reliquia que perteneciente al santo se custodiaba en la iglesia catedral; además, el mercedario Diego Tello Lasso de la Vega en su biografía sobre el santo, impresa en 1722, le cita únicamente como arzobispo de la ciudad. González de León también dice haber hallado patrona de la ciudad a Nuestra Señora de Rocamador, venerada en la parroquia de San Lorenzo, aunque él mismo advierte no haber encontrado mayor noticia al respecto.